# Kōki Ikeda
Kōki Ikeda (池田向希?, Ikeda Kōki; Hamamatsu, 3 maggio 1998) è un marciatore giapponese.

## Biografia
Dopo l'undicesimo posto nella marcia 20 km ai campionati asiatici di marcia del 2017, nel 2019 ha conquistato nella medesima manifestazione la medaglia di bronzo. Lo stesso anno è salito sul gradino più alto del podio della marcia 20 km alle Universiadi di Napoli e ha raggiunto la sesta posizione in classifica ai campionati del mondo di Doha.
Nel 2021 ha conquistato la medaglia d'argento ai Giochi olimpici di Tokyo, completando la gara della marcia 20 km in 1h21'14", e nel 2022 ha replicato il risultato ai mondiali di Eugene con il tempo di 1h19'14".
A novembre 2024 è stato sospeso dall'agenzia mondiale antidoping.

## Progressione

### Marcia 20 km
| Stagione | Tempo    | Luogo    | Data       | Rank. Mond. |
| -------- | -------- | -------- | ---------- | ----------- |
| 2021     | 1h18'45" | Kōbe     | 21-2-2021  | 11          |
| 2020     | 1h18'22" | Nomi     | 15-3-2020  | 2           |
| 2019     | 1h17'25" | Nomi     | 17-3-2019  | 3           |
| 2018     | 1h19'13" | Kōbe     | 18-2-2018  | 8           |
| 2017     | 1h20'48" | Takahata | 22-10-2017 | 33          |

## Palmarès
| Anno | Manifestazione     | Sede     | Evento       | Risultato | Prestazione | Note                          |
| ---- | ------------------ | -------- | ------------ | --------- | ----------- | ----------------------------- |
| 2017 | Asiatici di marcia | Nomi     | Marcia 20 km | 11º       | 1h22'43"    |                               |
| 2019 | Asiatici di marcia | Nomi     | Marcia 20 km | Bronzo    | 1h17'25"    | Miglior prestazione personale |
| 2019 | Universiadi        | Napoli   | Marcia 20 km | Oro       | 1h22'49"    |                               |
| 2019 | Mondiali           | Doha     | Marcia 20 km | 6º        | 1h29'02"    |                               |
| 2021 | Giochi olimpici    | Tokyo    | Marcia 20 km | Argento   | 1h21'14"    |                               |
| 2022 | Mondiali           | Eugene   | Marcia 20 km | Argento   | 1h19'14"    |                               |
| 2023 | Mondiali           | Budapest | Marcia 20 km | 15º       | 1h19'44"    |                               |
| 2024 | Giochi olimpici    | Parigi   | Marcia 20 km | 7º        | 1h19'41"    |                               |

## Campionati nazionali
2017
- Argento ai campionati giapponesi under 20, marcia 10 km - 40'34"

2018
- 4º ai campionati giapponesi assoluti, marcia 20 km - 1h19'13"

2019
- Argento ai campionati giapponesi assoluti, marcia 20 km - 1h18'01"

2020
- Argento ai campionati giapponesi assoluti, marcia 20 km - 1h19'07"

2021
- Bronzo ai campionati giapponesi assoluti, marcia 20 km - 1h21'14"

## Altre competizioni internazionali
2018
- Oro ai campionati del mondo a squadre di marcia, marcia 20 km - 1h21'13"